# Giovanni Caboto

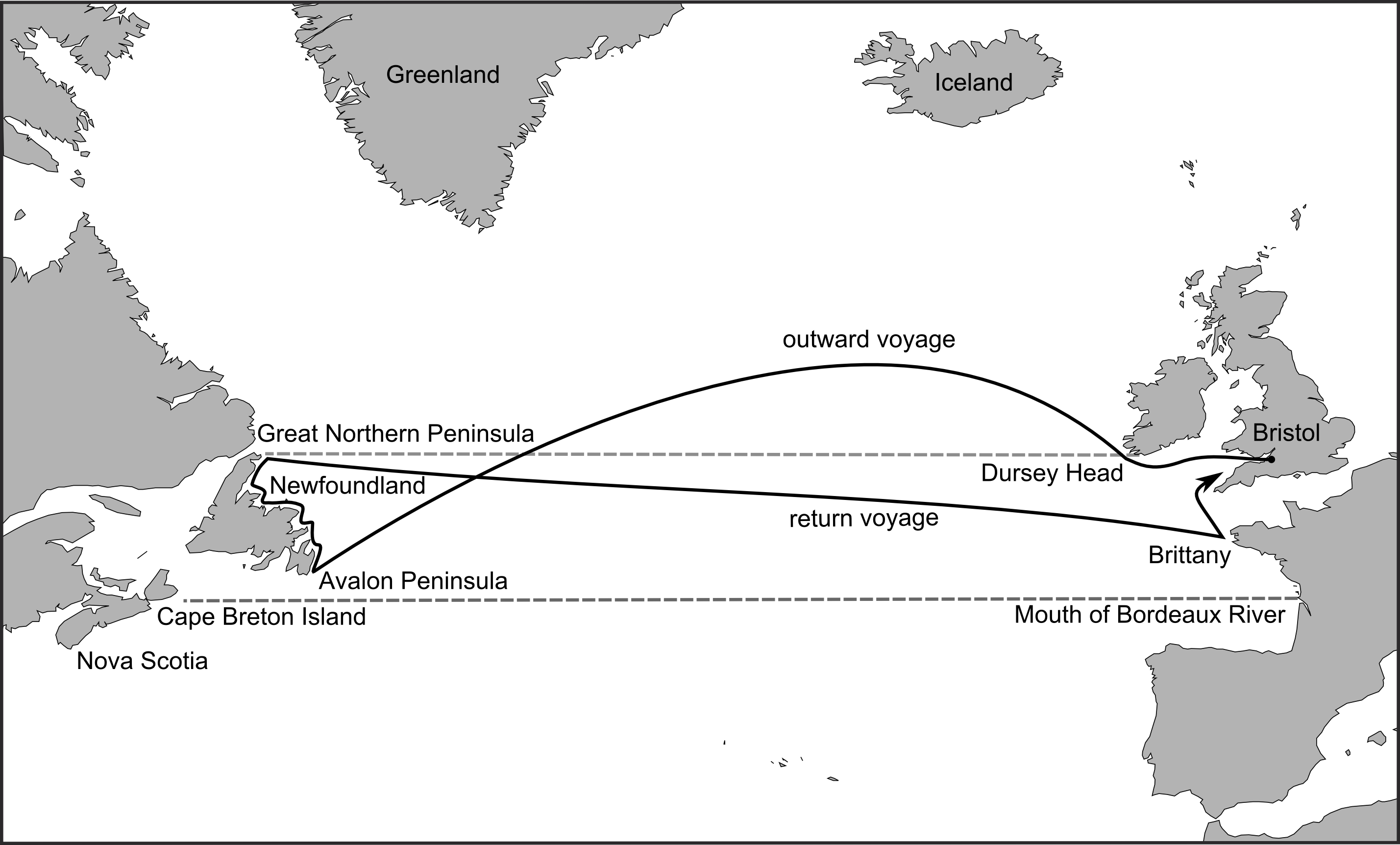
Trasa wyprawy Johna Cabota (1497)

Giovanni Caboto, znany pod angielską wersją swego imienia i nazwiska jako John Cabot (ur. 1450 w Genui, zm. ok. 1500) – włoski żeglarz, pływający pod banderą angielską.

## Życiorys
Od 1461 roku mieszkał w Wenecji. W 1476 roku przyjął obywatelstwo Republiki Weneckiej. Jako obywatel wenecki odbył liczne podróże na Wschód, docierając podobno nawet do Mekki. Około 1484 roku osiadł w Anglii, zmieniając nazwisko na John Cabot.
Gdy był już doświadczonym kapitanem, został zatrudniony przez króla Henryka VII dla odbycia podróży w celu znalezienia morskiej drogi do Azji. Zgodnie ze swymi przekonaniami Cabot wybrał drogę północną, w nadziei na odnalezienie domniemanego Przejścia Północno-Zachodniego. W czasie pierwszej wyprawy w 1497 roku, wraz ze swym synem Sebastiano, dopłynął do kontynentalnych brzegów Ameryki Północnej, odkrywając Nową Fundlandię i Labrador. Próba kontynuacji wyprawy na północ, została powstrzymana przez lody. Cabot nie zdołał odkryć północnej drogi morskiej, lecz wytyczył kierunek poszukiwań dla kolejnych podróżników. W czasie swej drugiej wyprawy w 1498 roku opłynął środkową część wybrzeża amerykańskiego, docierając aż do przylądka Hatteras. Zaginął w okolicach Islandii w drodze powrotnej. 
Odkrycia Cabota były podstawą brytyjskich roszczeń do terenów kontynentalnych Ameryki Północnej. 
Od jego nazwiska pochodzi termin kabotaż, oznaczający żeglugę przybrzeżną, często między portami tego samego państwa. 
Ku jego pamięci została zbudowana wieża Cabota w Bristolu.